# Лугове (Ташлинський район)
Лугове́ (рос. Луговое) — село у складі Ташлинського району Оренбурзької області, Росія.
Стара назва — Луговий.

## Населення
Населення — 253 особи (2010; 334 у 2002).
Національний склад (станом на 2002 рік):
- росіяни — 81 %